# Кривая Круитхофа

Кривая Круитхофа

Кривая Круитхофа (Кривая комфорта Круитхофа) — это график, определяющий соотношения освещённости и цветовой температуры, которые являются наиболее комфортными для наблюдателя. График был разработан голландским физиком Ари Андриесом Круитхофом после ряда эмпирических исследований в области психофизики и произвёл настоящий прорыв в световом дизайне.

## Описание
Несмотря на значительное количество психофизических экспериментальных данных, полученных при разработке графика, на нем они не указаны. На оси абсцисс обозначена цветовая температура (К), на оси ординат –  освещённость (лк). Область между двумя кривыми – это эмпирически рассчитанные варианты соотношений между этими показателями, кажущиеся приятными и естественными глазу наблюдателя. В то время как условия освещения с другими соотношениям цветовой температуры  и освещённости, то есть не входящие в область между кривыми, являются некомфортными, неприятными и неестественными для восприятия. Стоит отметить, что приятные человеческому глазу соотношения на центральной области графика сопоставимы с естественным освещением окружающей среды. Но при этом такие соотношения цветовых температур и диапазонов освещенности часто могут достигаться с помощью люминесцентных ламп и ламп накаливания.
Например, естественный дневной свет имеет цветовую температуру 6500 К и освещённость от 104 до 105 лк. Это соотношение имеет естественный индекс цветопередачи, но при более низком световом диапазоне, дневной свет казался бы синеватым. В стандартном офисном помещении освещённость около 400 лк, и цветовые температуры должны быть соответственно ниже, чтобы быть естественными (между 3000 и 6000 K). Типичный диапазон освещённости для домашней обстановки около 75 лк, а значит,  комфортные цветовые температуры должны быть еще ниже (между 2400 и 2700 K). Освещённость источника имеет бо́льшее значение для его восприятия как комфортного или не комфортного, чем цветовая температура. Это было продемонстрировано экспериментами Круитхофа, когда при незначительном изменении цветовой температуры наблюдатели не меняли решения по поводу комфортности источника и часто не замечали разницы, но стоило немного изменить диапазон освещённости, и наблюдатели тут же реагировали.

## История
С появлением люминесцентного освещения в 1941 году, Круитхоф начал проводить психофизические эксперименты для разработки технического руководства к использованию искусственного освещения. Используя газоразрядные люминесцентные лампы, Круитхоф управлял цветом и насыщенностью излучаемого света, а наблюдатели – участники эксперимента – сообщали ему, приятен или нет для них источник освещения. В итоге, Круитхофу удалось создать график, имеющий 3 области: средняя область соответствует источникам света, комфортным для глаза; нижняя область определяет показатели, которые на практике кажутся холодными и тусклыми; и верхняя - соответствует неестественно яркому источнику освещения красного оттенка. Несмотря на то, что поля дают лишь приблизительные соотношения цветовых температур и диапазонов освещенности, кривая Круитхофа берётся за основу при разработке схем освещения домов и офисов.

## Практическое применение
Кривая Круитхофа  используется в качестве руководства для разработки искусственного освещения для рабочих и жилых помещений и имеет общую рекомендацию использовать слабую освещённость при низких цветовых температурах и наоборот. Именно поэтому люминесцентные лампы, производящие цветовые температуры в диапазоне от 3000 К до 6000 К часто работают и с высокой освещённостью, выше 500 лк. Люминесцентные лампы можно рассматривать как предпочтительные источники света в рабочих помещениях, чтобы сотрудники ощущали комфорт и могли сосредоточить свои усилия на работе, и их бы не отвлекали неестественное и неприятное освещение офиса. Для жилых помещений предпочтительны источники света с меньшим диапазоном освещённости и низкими температурами цвета, поскольку такое сочетание является успокаивающим и расслабляющим.

## Критика
Кривая Круитхофа не содержит эмпирических данных, которые стали основой для её построения, а лишь указывает на приблизительные соотношения освещённости и цветовой температуры для комфортного искусственного освещения. В связи с этим, научная ценность кривой неоднозначна.
Различные ситуации требуют различного соотношения цветовой температуры и освещённости: предпочтения относительно источника света меняются в зависимости от конкретных условий: люди обычно предпочитают находиться в помещениях с освещением, рекомендуемым Круитхофом, находясь в процессе обучения, работы, общения, приема пищи. Но в то же время, большинство лиц, готовясь ко сну или, например, на ночных дискотеках, выбирает вариант освещения помещения, соответствующий нижней некомфортной области на графике. Это связывают с эффектом Пуркине: восприятие человеческим глазом цветов искажается в темноте, и требуется специфическое освещение для нормальной деятельности.
Данные кривой могут также терять своё практическое значение в условиях определенных культурных или географических различий. Индивид определяет источник освещения как комфортный или некомфортный исходя не только из психофизиологии, но из эмоциональных факторов.  А если в культуре, которой он принадлежит, используются источники освещения, по своим показателям находящиеся вне зоны комфорта кривой Круитхофа, индивид может счесть непривычный ему по своим показателям источник света крайне некомфортным, даже если по Круитхофу он таким не является. Поскольку привычное освещение некоторых культур и на определенных территориях значительно отличается от общепринятого, кривая Круитхофа не несет для них практической ценности.
Кроме того, существуют отличия в психофизиологических данных отдельных людей, так что показания кривой Круитхофа – это скорее среднее арифметическое различий восприятия источника освещения людьми как приятного или неприятного.